# Cheirogaleus grovesi
Cheirogaleus grovesi — вид приматів ряду лемурів. Вид описано наприкінці 2017 року і названо на честь англо-австралійського антрополога Коліна Гровса. Ареал розповсюдження — дощові ліси (754—999 метрів над рівнем моря) на південному сході Мадагаскару, були виявлені в двох національних парках — Раномафане і Андрігітре.

## Опис
Голотип, є повнолітнею самицею, має довжину тіла 17,1 см, хвіст довжиною 27,7 см, вага — 404 грама. Таким чином, Cheirogaleus grovesi є найбільшим видом групи видів Cheirogaleus crossleyi. Решта голотипів видів цієї групи мають середню вагу менше 330 гр. Спина, кінцівки та голова мають червонувато-коричневий колір. Темні кола коричнево-чорні, між очима, над носом це білуваті плями. Нижня щелепа біла, живіт червоно-сірий.

## Відкриття
Новий вид вдалося відкрити завдяки ДНК-аналізу. Через те, що багато видів лемурів дуже схожі зовні, тому аналіз генома є найнадійнішим способом визначення виду. Під час дослідження вчені порівняли нові зразки ДНК із зібраними в 2014—2015 роках.